# Carpentieri (Crotone)
Carpentieri è una frazione di Crotone, dista dal capoluogo di provincia 10,49 km.

## Storia
Il toponimo deriva dal nome della famiglia Carpentieri ancora presente nel Seicento in Santa Severina. Ancora alla metà dell'Ottocento la località era disabitata ed era attraversata da una strada vicinale, che da Crotone raggiungeva il fiume Neto. Per Chiusa Grimaldi, Crepacuore, Brasimatello, Martorani, Carpentieri, Schiavone e Corazzello si arrivava ai Mulini di Neto, dove avveniva l'attraversamento del fiume (1868).

## Geografia fisica
È costituita da un esteso piano circondato per buona parte da basse colline. Essa è situata non molto lontano dal fiume Neto ed era attraversata dall'antica via che collegava Crotone con Santa Severina e la vallata.

## Galleria d'immagini

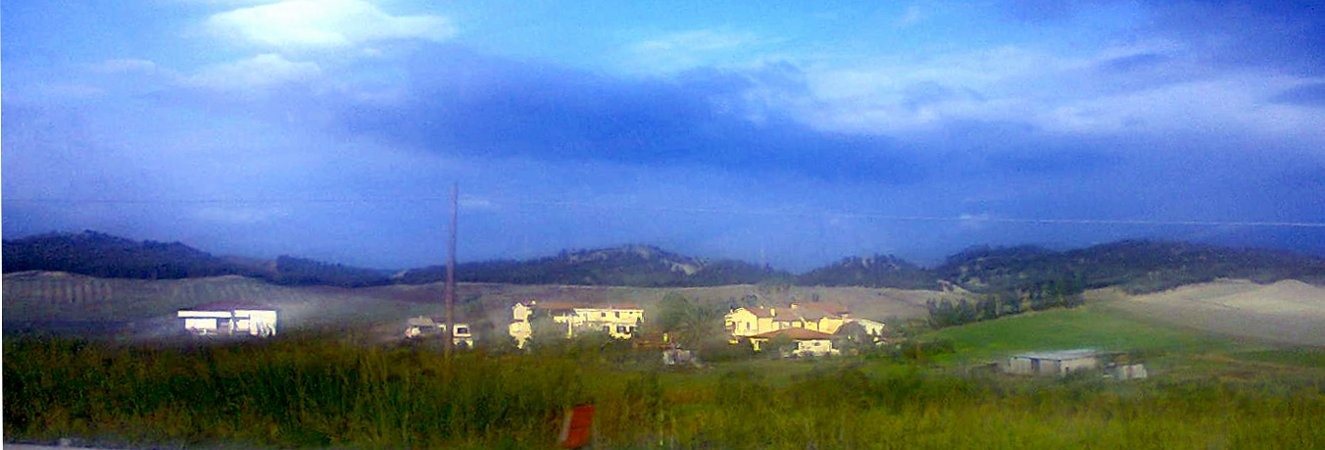
Carpentieri.